# Кинт, Тынис
 Тынис Кинт (эст. Tõnis Kint; 1896—1991) — эстонский государственный и политический деятель, премьер-министр правительства Эстонии в изгнании с полномочиями президента в 1960—1962 и 1963—1970 годах, Президент Эстонской Республики в изгнании (1970—1990).

## Биография
Окончил Высшую школу наук в Тарту. С 1916 года обучался на строительном факультете Рижского политехникума, был эвакуирован в Москву. В том же году был призван в русскую армию, в 1917 году окончил военное училище в Царицыно. С 1917 по 1918 год служил в Москве и Санкт-Петербурге, сражался на Украинском фронте. В 1918 году вернулся в Ригу, поступил на сельскохозяйственное отделение Балтийского технического университета, открытого в Риге в немецкой оккупационной администрацией.
В том же году вступил в сформированный второй полк эстонской армии. В 1918—1920 гг. участвовал в войне за независимость Эстонии, был командиром отряда пулеметчиков, в конце войны в чине лейтенанта исполнял обязанности командира бронепоезда.
Демобилизовавшись, обучался в Копенгагене. В 1924 году окончил сельскохозяйственное и ветеринарное отделения Копенгагенского сельхозуниверситета. В 1925 году совершил поездку по скандинавским странам. Вернувшись на родину, работал в сельском хозяйстве, принимал участие в политической деятельности.
В 1938—1940 гг. был членом Рийгикогу, председателем Комитета по сельскому хозяйству. После присоединения Прибалтики к СССР избежал депортации в трудовые лагеря. Во время немецкой оккупации работал в коммунальном отделе администрации рынков, был уволен из-за разногласий с оккупационными властями. Позже поселился на ферме отца в Паасиохе. В сентябре 1944 года ему удалось бежать от наступавшей Красной Армии в Швецию, где он работал в сельскохозяйственной академии и стал почётным председателем Ассоциации эстонских фермеров и председателем Народной партии Эстонии.
В 1953—1963 годы занимал пост министра сельского хозяйства и исполняющего обязанности министра обороны в правительстве Эстонии в изгнании, в 1960—1962 и 1963—1970 годы — Премьер-министр правительства Эстонии в изгнании с полномочиями президента.
Президент Эстонской Республики в изгнании (1970—1990).
Умер в северной Швеции и был похоронен в Стокгольме. 17 августа 2013 года был перезахоронен на Таллиннском лесном кладбище.